# Harrisville (Indiana)
Harrisville önkormányzat nélküli település az USA Indiana államában, Randolph megyében.